# Garrulax nuchalis
El charlatán nuquipardo (Garrulax nuchalis) es una especie de ave paseriforme de la familia Leiothrichidae endémica del Himalaya oriental.

## Distribución y hábitat
El charlatán nuquipardo se encuentra únicamente al pie del Himalaya oriental en el noreste de la India y norte de Birmania. Habita en los bosques secundario, arbustos y herbazales con arbustos diseminados de los montes hasta los 900 metros de altitud. Está amenazado por la pérdida de hábitat.